# The Revolution Will Not Be Televised
The Revolution Will Not Be Televised (bra/prt:  A Revolução Não Será Televisionada), também conhecido como Chávez: Inside the Coup, é um documentário irlandês de 2003, dirigido por Kim Bartley e Donnacha Ó Briain. O filme narra os eventos ocorridos na Venezuela precedentes e durante a tentativa de golpe de Estado de abril de 2002, período no qual o Presidente Hugo Chávez foi removido do cargo por dois dias. Com particular ênfase no papel da mídia privada venezuelana, a película examina diversos incidentes importantes: o protesto e a subsequente violência que impulsionaram o afastamento de Chávez; a formação de um governo interino por parte da oposição, liderada pelo empresário Pedro Carmona; e o colapso da administração de Carmona, que pavimentou o caminho para o retorno de Chávez. A Bartley e Ó Briain, cineastas irlandeses por trás da realização, foi dado acesso direto a Chávez; a intenção dos dois era fazer uma biografia do presidente no estilo fly on the wall. Eles passaram diversos meses na Venezuela, seguindo o líder e sua equipe, além de entrevistar cidadãos comuns. À medida que o golpe ia se concretizando, em 11 de abril, os diretores filmaram as ruas da capital, Caracas, capturando imagens dos manifestantes e da violência em erupção. Mais tarde, registraram várias das confusões políticas dentro do Palácio de Miraflores, a sede da presidência.
Bartley e Ó Briain conceberam o filme após o fim dos trabalhos documentais da Tragédia de Vargas para uma agência de caridade irlandesa, dos quais a primeira fez parte. Depois de uma visita à Venezuela para determinar se havia ou não possibilidade de realização, a dupla formou uma companhia de produção e candidataram o projeto para financiamento da Bord Scannán na hÉireann (BSE), fomentadora do cinema irlandês. A pedido da BSE, os diretores fecharam uma parceria com um produtor mais experiente e filmaram um pequeno piloto, a fim de atrair potenciais investidores. O custo da obra, estimado em 200 mil euros, foi pago pela BSÉ e várias emissoras europeias. Os realizadores gravaram mais de duzentas horas de material; a edição focou em conteúdos que tornassem o produto final interessante e fizessem o enredo caminhar. Foi nessa altura que a cobertura do filme passou a ser mais dedicada à tentativa de golpe.
O projeto foi recebido de maneira positiva pelos críticos de cinema e recebeu diversos prêmios. Analistas citaram a proximidade sem precedentes da equipe com eventos-chave e aclamou a película por sua "narrativa firme"; outras revisões citaram "falta de contexto" e a sua "tendenciosidade pró-Chávez" como pontos negativos. Exibido pela primeira vez na televisão na Europa e na Venezuela em 2003, The Revolution Will Not Be Televised apareceu mais tarde em festivais de cinema e conseguiu um lançamento limitado em circuitos art house. Ativistas independentes realizaram exibições não-oficiais, e oficiais do governo venezuelano encorajaram a sua circulação como forma de aumentar o apoio à administração chavista. É regularmente transmitido na televisão venezuelana; na capital do país, é especialmente exibido durante "conjunturas políticas contenciosas". Igualmente citado como uma "representação precisa" e uma "deturpação" dos eventos de abril de 2002, o filme causa controvérsias a respeito da sua neutralidade, em especial no que tange as cenas da violência dos dias 11-13 de abril, a maneira como os realizadores decidiram exibir o desenrolar dos eventos e a suposta omissão de incidentes e pessoas.

## Ficha técnica
- Filmado e dirigido por: Kim Bartley e Donnacha O'Briain
- Produzido por: Power Picture associada à Agencia de Cinema da Irlanda.
- Edição: Angel H. Zoido
- Produtor Executivo: Rod Stonemann
- Produzido por: David Power
- Duração:74 minutos